# 프리메라 다마 (2011년 텔레노벨라)
《프리메라 다마》(스페인어: Primera dama)는 2011년 방영된 콜롬비아의 텔레노벨라이다.